# La Reina del Sur (serie de televisión)
La Reina del Sur es una serie de televisión de drama criminal estadounidense producida por Telemundo Global Studios y RTI Televisión (este último en la primera temporada), para Telemundo. Basada en la novela homónima del autor español Arturo Pérez-Reverte y adaptada por Roberto Stopello y Valentina Párraga. Durante su primera temporada, Patricio Wills, el entonces presidente de Telemundo Global Studios, fue el productor ejecutivo de la telenovela, y contó con un presupuesto de 10 millones de dólares, haciendo que la primera temporada de La reina del sur fuera la telenovela más cara jamás producida por Telemundo.
Está protagonizada por Kate del Castillo junto con Humberto Zurita, Salvador Zerboni, Gabriel Porras, Paola Núñez, Mark Tacher, Cristina Urgel, Iván Sánchez, Rafael Amaya, Miguel de Miguel, Raoul Bova, Flavio Medina, Luisa Gavasa y Antonio Gil, Pepe Rapazote, entre otros.
Cabe destacar que la historia de la telenovela se desarrolla en un 90% en España, y parte en México, Colombia, Marruecos, Estados Unidos y Rusia.
En mayo de 2017 se dio a conocer que la serie tendrá una segunda temporada, que se estrenó el 22 de abril de 2019.
El 16 de julio de 2020, Telemundo renovó la serie para una tercera temporada, que tuvo su estreno el 18 de octubre de 2022. La temporada inició grabaciones el 1 de junio de 2021.

## Argumento

### Primera temporada
La historia comienza en Culiacán, Sinaloa cuando Teresa (Kate del Castillo) recibe una llamada. Le dicen que su novio, el «Güero» Dávila (Rafael Amaya), ha muerto, por lo que debe huir. Pide ayuda a Epifanio Vargas (Humberto Zurita), padrino de Dávila, quien la envía a Melilla (España) para crear una vida nueva. Ahí trabaja en un bar y conoce a su mejor amiga, Fátima Manssur (Mónica Estarreado), y a un hombre con el cual se relaciona íntimamente, Santiago López Fisterra (Iván Sánchez). Él es un contrabandista de tabaco y hachís entre Marruecos y España, por el Estrecho de Gibraltar, y ella lo empieza a acompañar y ayudar en sus viajes. Tras un accidente planeado, Fisterra muere, pero Teresa sobrevive y es enviada a prisión.
Ahí conoce a Conejo y a Patricia O'Farrell «La Teniente» (Cristina Urgel), una mujer bisexual en prisión por su novio el cual, le sustrajo una gran porción de drogas a sus socios de la mafia rusa. Estando en prisión salva a Teresa de un incendio y se hacen confidentes. Luego de que ambas salieran de la cárcel, inician un negocio de tráfico de drogas, utilizando la misma porción de drogas sustraídas a los rusos el cual Patricia sabía muy bien de su ubicación, por el Estrecho de Gibraltar, con sus mismos dueños. Gracias a su gran habilidad con los números y a su innovación se salva del trato del ruso Oleg Yasikov (Alberto Jiménez), se hacen socios y con el paso del tiempo y sus logros, forja una «empresa» que se transforma en la más exitosa en el tráfico de drogas (Transer Naga) en el sur de España. Todo este mérito de Teresa, sus grandes ganancias, al ser mexicana y triunfar en otro estado, y el preguntar de todos ¿De dónde viene?, hace que la farándula le cree el apodo de «La Reina del Sur». Teresa se da una oportunidad y empieza una nueva relación con su contable, Teo Aljarafe (Miguel de Miguel), aunque nunca llega a enamorarse. Al descubrir que él facilitaba información de sus negocios al gobierno, decide matarlo. Es entonces cuando se descubre que el «Güero» en realidad era un agente de la policía y que Epifanio lo había mandado a matar, al igual que a ella. Regresa a México para hacerlo público y evitar que Vargas se vuelva presidente de México. Tras evitar un intento de asesinato en Culiacán, adquiere una nueva identidad y desaparece con un bebé el cual era hijo de Teo Aljarafe.

## Reparto

### Principales
- Kate del Castillo como Teresa Mendoza / María Dantes
- Humberto Zurita como Epifanio Vargas
- Rafael Amaya como Raymundo "El Güero" Dávila (temporada 1)
- Iván Sánchez como Santiago López Fisterra "El Gallego" (temporada 1)
- Cristina Urgel como Patricia O'Farrell (temporada 1)
- Alberto Jiménez como Oleg Yasikov #1 (temporada 1)
- Miguel de Miguel como Teo Aljarafe (principal, temporada 1; invitado, temporada 2)
- Gabriel Porras como Roberto Márquez "El Gato" (temporada 1)
- Salvador Zerboni como Ramiro Vargas "El Ratas" (temporada 1)
- Nacho Fresneda como Dris Larbi (temporada 1)
- Mónica Estarreado como Fátima Mansur (temporada 1)
- Alejandro Calva como César Güemes "El Batman"
- Cuca Escribano como Sheila
- Dagoberto Gama como Potemkin Gálvez "El Pote" (temporada 1)
- Christian Tappan como Willy Rangel / Anthony Smith
- Eduardo Velasco como Coronel Abdelkader Chaib
- Alfonso Vallejo como Manolo Céspedes (temporada 1)
- Pablo Castañón como Lalo Veiga
- Mighello Blanco como Siso Pernas
- Lorena Santos como Soraya (temporada 1)
- Sara Maldonado como Verónica Cortés / Guadalupe Romero
- Carmen Navarro como Marcela "La Conejo"
- Santiago Meléndez como Saturninó "Nino" Juárez (temporada 1)
- Juan José Arjona como Pablo Flores
- Raoul Bova como Francesco Belmondo "Lupo" (temporada 2)
- Paola Núñez como Manuela Cortés (temporada 2)
- Mark Tacher como Alejandro Alcalá (temporada 2)
- Flavio Medina como Zurdo Villa (temporada 2)
- Luisa Gavasa como Cayetana Aljarafe (temporada 2)
- Antonio Gil como Oleg Yasikov #2 (temporada 2)
- Kika Edgar como Genoveva Alcalá
- Lincoln Palomeque como Faustino Sánchez Godoy (recurrente, temporada 1; principal, temporada 2)
- Patricia Reyes Spíndola como Doña Carmen Martínez (temporada 2)
- Carmen Flores como Charo (temporada 2)
- Emmanuel Orenday como Danilo Márquez (temporada 2)
- Alejandro Speitzer como Ray Dávila (temporada 2)
- Tiago Correa como Jonathan Pérez (temporada 2)
- Sara Vidorreta como Rocío Aljarafe (principal, temporada 2; recurrente, temporada 3)
- Ágata Clares como Paloma Aljarafe (temporada 2)[8]
- Isabella Sierra como Sofía Aljarafe Mendoza / Sofía Dantes (temporada 2)
- Pêpê Rapazote como Pablo Landero (temporada 3)
- Ed Trucco como Ernie Palmero (temporada 3)
- Horacio Garcia Rojas como Charlie Velázquez (temporada 3)
- Beth Chamberlin como Jane Kosar (temporada 3)
- Sofía Lama como Susana Guzmán (temporada 3)

### Recurrentes e invitados especiales
Introducidos en la primera temporada
- Karim El-Kerem como Mohammed Manssur
- Carlos Diez "Klaus" como Eddie Álvarez
- Nerea Garmendia como Eugenia Montijo
- Juan Pablo Raba como el Teniente Jaime Gutiérrez Solana
- Ezequiel Montalt como Jaime "Jimmy" Arenas
- Rodolfo Valdés como El Chino Parra
- Geraldine Zinat como Agente de la DEA
- Diego Mignone como Cucho Malaspina[9]

Introducidos en la segunda temporada
- Ceccilia Dazzi como Stella
- Aitor Luna como Pedro Sorba
- Eric Roberts como Erick Sheldon
- María Camila Giraldo como Jimena Montes Vargas
- Norma Angélica como Morgana
- Quique Sanmartín como Telmo
- Carlos Aguilar como Benxamin
- Pol Monen como Juan
- Aroha Hafez como Triana
- Jesús Castro como Jesús
- Anna Ciocchetti como Marietta Lancaster
- Eduardo Pérez como Sergio
- Eduardo Santamarina como Mariano Bravo
- Horacio Colomé como Fermín
- Vera Mercado como Virginia Vargas
- Eduardo Yáñez como Antonio Alcalá
- Dimitry Anisimov como Anton Potapushin
- Roberto Abraham Wohlmuth como Lencho

Introducidos en la tercera temporada
- Arturo Ríos como Delio Jurado
- Denia Agalianou como Vanessa
- Anderley Palomino como Mateo Mena
- Matías Novoa como Nacho Duarte
- Jorge Ortiz como Don Satur
- Cristian Mercado como el capitán Fredy Rojas
- Fernando Solórzano como el padre Gonzalo Perea
- Carla Ortiz como Karen Chacón
- Victor Rebull como Fedor Yasikov

## Episodios
| Temporada | Temporada | Episodios | Episodios | Emisión original      | Emisión original    |
| Temporada | Temporada | Episodios | Episodios | Primera emisión       | Última emisión      |
| --------- | --------- | --------- | --------- | --------------------- | ------------------- |
|           | 1         | 63        | 63        | 28 de febrero de 2011 | 30 de mayo de 2011  |
|           | 2         | 60        | 60        | 22 de abril de 2019   | 29 de julio de 2019 |
|           | 3         | 60        | 60        | 18 de octubre de 2022 | 16 de enero de 2023 |

## Emisión y lanzamiento

### Emisión original
La serie se emitió por primera vez a través de Telemundo del 28 de febrero al 30 de mayo de 2011, constando de 63 episodios para su primera temporada. En 2013, como parte de los cambios de Telemundo en la programación en horario estelar, Dama y obrero terminó el 18 de octubre de 2013. Del 21 de octubre al 8 de noviembre Telemundo transmitió temporalmente de 2 horas de Marido en alquiler de lunes a viernes, en sustitución de Dama y obrero. A partir del 11 de noviembre de 2013, la cadena de televisión comenzó a transmitir de nuevo La Reina del Sur de lunes a viernes a las 9pm/8c, en sustitución de una hora de Marido en alquiler.

### Lanzamiento por streaming
La segunda temporada está disponible fuera de los Estados Unidos —principalmente en Latinoamérica y España—, a través de Netflix desde el 16 de agosto de 2019, adquiriendo la exclusividad como parte de contenido original.

## Audiencia
El primer episodio de la telenovela, que se emitió el 28 de febrero de 2011, consiguió un total de 2.40 millones de espectadores, convirtiéndose así en el estreno más visto de una ficción en Telemundo. El 1º capítulo ha cautivado a 779.000 mujeres en edades comprendidas entre los 18 y 49 años y a 755.000 hombres del mismo rango de edad.
| Temporada | Episodios | Primera emisión       | Primera emisión      | Última emisión      | Última emisión       | Promedio de espectadores (millones) |
| Temporada | Episodios | Fecha                 | Audiencia (millones) | Fecha               | Audiencia (millones) | Promedio de espectadores (millones) |
| --------- | --------- | --------------------- | -------------------- | ------------------- | -------------------- | ----------------------------------- |
| 1         | 63        | 28 de febrero de 2011 | 2.40                 | 30 de mayo de 2011  | 4.20                 | —                                   |
| 2         | 60        | 22 de abril de 2019   | 2.36                 | 29 de julio de 2019 | 2.23                 | 1.89                                |
| 3         | 60        | 18 de octubre de 2022 | 1.21                 | 16 de enero de 2023 | 1.10                 | 0.93                                |

## Premios y nominaciones
| Año  | Premio                           | Categoría                                           | Nominados                                           | Resultado |
| ---- | -------------------------------- | --------------------------------------------------- | --------------------------------------------------- | --------- |
| 2011 | Festival Mundial de Medios Banff | Premio Rockie a Mejor telenovela                    | Premio Rockie a Mejor telenovela                    | Ganadora  |
| 2011 | People en Español                | Mejor telenovela                                    | Mejor telenovela                                    | Ganadora  |
| 2011 | People en Español                | Mejor actriz                                        | Kate del Castillo                                   | Ganadora  |
| 2011 | People en Español                | Mejor actor secundario                              | Humberto Zurita                                     | Nominado  |
| 2011 | People en Español                | Mejor actor secundario                              | Rafael Amaya                                        | Nominado  |
| 2011 | People en Español                | Mejor villano                                       | Salvador Zerboni                                    | Nominado  |
| 2011 | People en Español                | Revelación del año                                  | Cristina Urgel                                      | Ganadora  |
| 2011 | People en Español                | Revelación del año                                  | Iván Sánchez                                        | Nominado  |
| 2011 | People en Español                | Pareja del año                                      | Kate del Castillo e Iván Sánchez                    | Nominados |
| 2012 | Premios TVyNovelas               | Mejor serie / serie favorita (La reina del Sur)     | Mejor serie / serie favorita (La reina del Sur)     | Nominada  |
| 2012 | Premios TVyNovelas               | Mejor producción nacional favorita para el exterior | Mejor producción nacional favorita para el exterior | Nominada  |
| 2012 | Premios TVyNovelas               | Mejor actor antagónico de serie                     | Humberto Zurita                                     | Nominado  |
| 2012 | Premios Tu Mundo                 | Novela del año                                      | Novela del año                                      | Nominada  |
| 2012 | Premios Tu Mundo                 | Protagonista favorita                               | Kate del Castillo                                   | Nominada  |
| 2012 | Premios Tu Mundo                 | Mejor momento de la mala suerte                     | Amor que mata                                       | Nominada  |
| 2023 | Premios Produ                    | Mejor superserie                                    | Mejor superserie                                    | Ganadora  |
| 2023 | Premios Produ                    | Mejor actriz principal de superserie y telenovela   | Kate del Castillo                                   | Ganadora  |
| 2023 | Premios Produ                    | Mejor dirección de superserie y telenovela          | Carlos Villegas, Claudia Pedraza y Carlos Bolado    | Ganadores |

### TV Adicto Golden Awards
| Año  | Categoría                                    | Nominados                                                | Resultado |
| ---- | -------------------------------------------- | -------------------------------------------------------- | --------- |
| 2019 | Mejores locaciones                           | Martha Godoy                                             | Ganadora  |
| 2019 | Mejor actriz en papel secundario             | Patricia Reyes Spíndola                                  | Ganadora  |
| 2019 | Mejor villano                                | Humberto Zurita                                          | Ganador   |
| 2019 | Mejor historia original                      | Roberto Stopello                                         | Ganador   |
| 2012 | Mejor vestuario                              | Patricio Wills                                           | Ganador   |
| 2012 | Mejor revelación femenina                    | Cristina Urgel                                           | Ganadora  |
| 2012 | Mejor actor en personaje secundario          | Salvador Zerboni                                         | Ganador   |
| 2012 | Mejor primer actor                           | Humberto Zurita                                          | Ganador   |
| 2012 | Mejor protagonista masculino                 | Iván Sánchez                                             | Ganador   |
| 2012 | Mejor protagonista femenina                  | Kate del Castillo                                        | Ganadora  |
| 2012 | Mejor pareja                                 | Kate del Castillo e Iván Sánchez                         | Ganadores |
| 2012 | Mejores Libretos                             | Roberto Stopello, Juan Marcos Blanco y Valentina Párraga | Ganadores |
| 2012 | Mejor reparto                                | Patricio Wills                                           | Ganador   |
| 2012 | Mejores locaciones internacionales           | Patricio Wills                                           | Ganador   |
| 2012 | Mejor director de cámaras                    | Alejandro García W                                       | Ganador   |
| 2012 | Mejor dirección de escena                    | Walter Doehner y Mauricio Cruz                           | Ganadores |
| 2012 | Mejor producción                             | Patricio Wills                                           | Ganador   |
| 2012 | Mejor telenovela extranjera                  | Patricio Wills                                           | Ganador   |
| 2012 | Premio especial a la gran telenovela del año | Patricio Wills                                           | Ganador   |